# Barbara Engelking

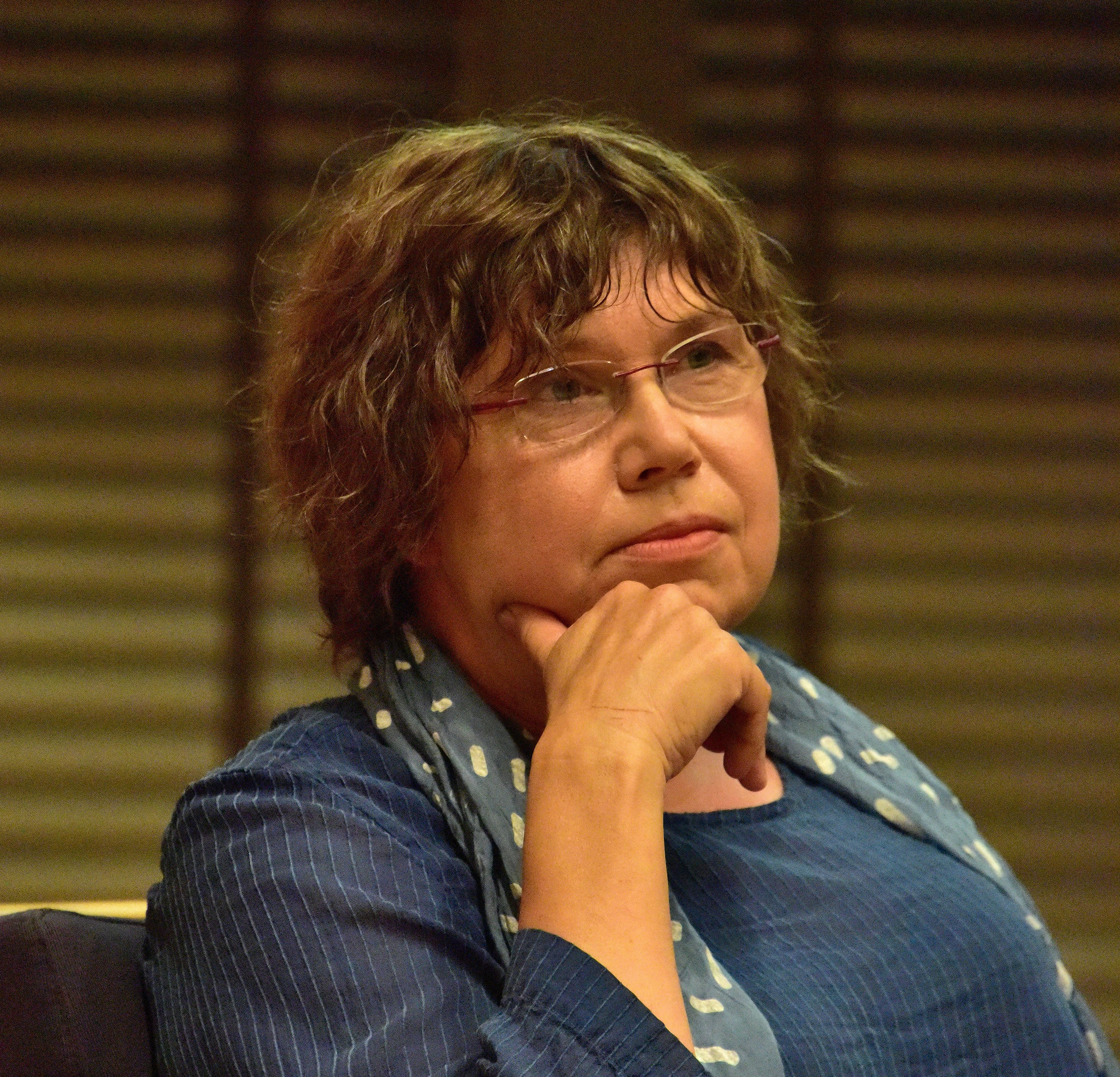
Barbara Engelking en 2018

Barbara Engelking, nacida el 22 de abril de 1962 en Varsovia, es una historiadora del Holocausto y socióloga polaca. Fundadora y directora del Centro Polaco de Investigación sobre la Shoá en Varsovia, es autora o editora de varios trabajos sobre la Shoa en Polonia.

## Biografía
Nacida en Varsovia, Barbara Engelking es hija del matemático Ryszard Engelking. Obtuvo una maestría en psicología de la Universidad de Varsovia en 1988 y un doctorado en sociología de la Academia Polaca de Ciencias por una tesis titulada La experiencia del Holocausto y sus consecuencias en los relatos autobiográficos (1993).
Desde 1993, Engelking ha sido asistente y luego profesora asociada en el Centro Polaco para la Investigación de la Shoá, en el Instituto de Filosofía y Sociología de la Academia Polaca de Ciencias. Desde 2014 preside el Consejo Internacional de Auschwitz en Polonia. Desde noviembre de 2015 hasta abril de 2016, fue académica visitante en el Centro Mandel del Museo Conmemorativo del Holocausto de los Estados Unidos en Washington D. C.
Desde 2015 sus investigaciones sobre el Holocausto se han visto frenadas por el gobierno ultraconservador del PiS. En 2019 obtuvo un premio del medio polaco Tygodnik Powszechny por su compromiso "contra la ignorancia".
En febrero de 2021, un tribunal de Varsovia obligó a Grabowski y Engelking a disculparse por sus acusaciones sobre Edward Malinowski (el sołtys [burgomaestre] del pueblo polaco de Malinowo), pero la decisión fue anulada por un tribunal de apelaciones en agosto de 2021.

## Obras
En 2001 publicó Holocaust and memory : the experience of the Holocaust and its consequences : an investigation based on personal narratives ['Holocausto y memoria: la experiencia del Holocausto y sus consecuencias. Una investigación basada en testimonios personales] (Londres, Leicester University Press).
El libro de Engelking El gueto de Varsovia: una guía para la ciudad perecida (2009), escrito con Jacek Leociak, proporciona mapas detallados del gueto para que los lectores puedan localizar calles y antiguas estructuras comunitarias.
En una reseña del libro de Engelking Such a Beautiful Sunny Day (2016), publicado por primera vez en polaco en 2012, Grzegorz Rossoliński-Liebe escribe que cuestionó la tendencia alemana a descuidar la responsabilidad de los no alemanes en el Holocausto, así como la tendencia polaca a considerar a los polacos en la Polonia ocupada por el Tercer Reich como víctimas.
En 2018, Engelking y Jan Grabowski coeditaron Dalej jest noc: losy Żydów w wybranych powiatach okupowanej Polski ('Noche sin fin: El destino de los judíos en la Polonia ocupada por los alemanes'), un estudio en dos volúmenes y 1600 páginas sobre nueve condados de Polonia ocupada por Alemania durante la guerra.